# Pipreola aureopectus
Pipreola aureopectus е вид птица от семейство Cotingidae.

## Разпространение
Видът е разпространен във Венецуела, Колумбия и Перу.